# Devontae Shuler
Devontae Shuler (Irmo, 9 februari 1998) is een Amerikaans basketballer.

## Carrière
Shuler speelde van 2017 tot 2021 collegebasketbal voor de Ole Miss Rebels. In de NBA draft van 2021 werd hij niet gekozen maar hij speelde wel in de NBA Summer League voor de Dallas Mavericks. In oktober 2021 tekende hij bij de Washington Wizards maar na een paar dagen werd zijn contract ontbonden en tekende hij een bij de opleidingsploeg Capital City Go-Go. In november 2021 werd zijn contract ontbonden door de Go-Go maar hij tekende niet veel later weer opnieuw bij hen.
Voor het seizoen 2022/23 ging hij opnieuw spelen voor de Capital City Go-Go. In december 2022 werd zijn contract ontbonden waarna hij in januari 2023 tekende bij de Fort Wayne Mad Ants. In februari 2023 werd ook daar zijn contract ontbonden waarna hij tekende bij de Cleveland Charge. In de zomer van 2023 speelde hij voor de Cleveland Cavaliers in de NBA Summer League. In oktober 2023 tekende hij bij hen ook een contract maar dat werd uiteindelijk ontbonden en hij tekende een bij de opleidingsploeg Cleveland Charge voor het seizoen 2023/24.
Begin oktober 2024 tekende hij bij de Belgische eersteklasser BC Oostende waar hij de geblesseerde Marcus Zegarowski verving. Hij verliet de club eind januari 2025.

## Privéleven
Zijn broer Dominic Shuler is ook een basketballer.